# جنگل‌پر
جنگل‌پر (نام علمی: Hylopetes) نام یک سرده از تبار سنجاب پرنده است.

## گونه‌ها
- سنجاب پرنده چندرنگ Hylopetes alboniger (Hodgson, 1836)
- سنجاب پرنده افغان Hylopetes baberi (Blyth, 1847)
- سنجاب پرنده بارتل Hylopetes bartelsi Chasen, 1939
- سنجاب پرنده گونه‌خاکستری Hylopetes lepidus (Horsfield, 1823)
- سنجاب پرنده پالاوان Hylopetes nigripes (Thomas, 1893)
- سنجاب پرنده هندوچین Hylopetes phayrei (Blyth, 1859)
- سنجاب پرنده جنتینک Hylopetes platyurus (Jentink, ۱۸۹۰)
- سنجاب پرنده سیپورا Hylopetes sipora Chasen, 1940
- سنجاب پرنده گونه‌قرمز Hylopetes spadiceus (Blyth, 1847)
- سنجاب پرنده سوماترا Hylopetes winstoni (Sody, 1949)